# Nagurus gracillimus
Nagurus gracillimus is een pissebed uit de familie Trachelipodidae. De wetenschappelijke naam van de soort is voor het eerst geldig gepubliceerd in 1922 door Wahrberg.